# Frits Streyl
Frits Streyl (n.  ?) este un sportiv. A participat la competiții asociate Jocurilor Olimpice în care a câștigat o medalie de argint.

## Participări
Lista de mai jos prezintă principalele competiții la care a participat Frits Streyl de-a lungul carierei.
- wheelchair basketball at the 1988 Summer Paralympics[*][1]